# 1965 van de Kamp
1965 van de Kamp este un asteroid din centura principală, descoperit pe 24 septembrie 1960, de Cornelis van Houten, Ingrid van Houten și Tom Gehrels.